# Éditions du Boisbaudry
Pour les articles homonymes, voir Boisbaudry.
 (septembre 2024).
Si vous disposez d'ouvrages ou d'articles de référence ou si vous connaissez des sites web de qualité traitant du thème abordé ici, merci de compléter l'article en donnant les références utiles à sa vérifiabilité et en les liant à la section « Notes et références ».
Les Éditions du Boisbaudry sont une maison d'édition française ayant son siège en Bretagne spécialisée dans les publications destinées aux professionnels de l'agriculture et de l'agroalimentaire. Elles ont été fondées en 1954 par Gilles du Boisbaudry et sont dirigées actuellement par Pierre du Boisbaudry (PDG) et Hugues du Boisbaudry (directeur général).

## Listes des titres
- PLM-Magazine anciennement L'Éleveur de bovins puis Production laitière moderne (vaches laitières) - mensuel
- Porcmag anciennement Porc magazine puis L'Éleveur de porc - mensuel
- Filières avicoles anciennement L'Aviculteur (viande de volailles et œufs) - mensuel
- Process alimentaire, magazine issu de la transformation de La Technique laitière, rachetée à son fondateur en 1977 (industries agroalimentaires) - mensuel
- Linéaires (produits alimentaires en grande distribution) - mensuel
- Rayon boissons (boissons en grande distribution) - mensuel
- Circuits bio

- Titres arrêtés :
  - L’Éleveur de lapins ;
  - QB² (anciennement Questions Boulange), plate-forme d'information destinée aux artisans boulangers-pâtissiers.

## Livres
- L'aventure des premiers supermarchés : la révolution qui a changé la vie des Français, Frédéric Carluer-Lossouarn, 2007
- Guide Orsol Volailles-Œufs, annuel
- L'éleveur de poules pondeuses, annuel
- Guide Orsol Porc, annuel